# Središnja knjižnica za Bošnjake u Hrvatskoj
Središnja knjižnica za Bošnjake u Hrvatskoj osnovana je 2012. godine od kada djeluje u okviru Narodne knjižnice i čitaonice Vlado Gotovac u Sisku pri pododboru Caprag. Središnja knjižnica za Bošnjake surađuje s Ministarstvom kulture, Kulturnim društvom Bošnjaka Hrvatske Preporod i Vijećem Bošnjaka grada Siska. Središnja knjižnica za Bošnjake u Hrvatskoj deseta je po redu osnovana središnja manjinska knjižnica u Hrvatskoj. Dana 29. ožujka 2014. godine organizirana je donatorska konferencija na kojoj su Grad Sarajevo, Kantonalna i univerzitetska biblioteka u Bihaću, Naučnoistraživački institut „Ibn Sina“ iz Sarajeva, Bošnjački institut Fondacija Adila Zulfikarpašića iz Sarajeva, Fakultet islamskih znanosti u Sarajevu, Nacionalna i univerzitetska biblioteka Bosne i Hercegovine, Islamska zajednica u Bosni i Hercegovini, 
Gazi Husrev-begova knjižnica iz Sarajeva, Bošnjačka zajednica kulture Preporod, Vijeće kongresa bošnjačkih intelektualaca, Izdavačka kuća „Rabic“, Opća biblioteka Tešanj, Gradska biblioteka Kakanj i Medžlis Islamske zajednice Sisak donirali knjige za rad knjižnice.